# Accuracy International AWM
AWM (Arctic Warfare Magnum) je ostrostrelska puška, ki jo proizvaja Accuracy International. Obstajata dva modela: tak, ki uporablja naboj .300 Winchester Magnum ter AWSM (Arctic Warfare Super Magnum), ki uporablja naboj .338 Lapua Magnum.

## Lastnosti
AWM je različica britanske Accuracy International Arctic Warfare (AW), pri čemer ima AWM daljši zaklep zaradi večjih nabojev: .300 Winchester Magnum in .338 Lapua Magnum.
Po navadi so AMW opremljene s strelskim daljnogledom Schmidt & Bender PM II 10x42/MILITARY MK II 10x42, a so v uporabi tudi Schmidt & Bender PM II/MILITARY MK II (z različnimi povečavami: 3-12x50, 4-16x50 ali 5-25x56). Samo podjetje priporoča uporabo nemških daljnogledov Schmidt & Bender PM II/MILITARY MK II. Nemška in ruska kopenska vojska uporabljata daljnoglede Zeiss.
V kompletu poleg puške po navadi spada že kovinski potovalni kovček z daljnogledom in nosilom le-tega, nastavki za kopito, nožicami, dodatnimi nabojniki, nosilom in orodjem za čiščenje/popravilo.

## Uporabniki
- Bangladesh: AWSM - .338 Lapua Magnum (Bangladesh Army Sniper Team)[2]
- Nemčija: AWM-F - .300 Winchester Magnum[3][4]
- Indonezija: AWM uporabljata specialni enoti Komando Pasukan Katak in Komando Pasukan Khusus[5]
- Italija: AWM - .338 Lapua Magnum uporablja 9. padalski jurišni polk[6]
- Nizozemska: AWSM-F - .338 Lapua Magnum[7][8]
- Poljska: AWSM-F - .338 Lapua Magnum (GROM)[9]
- Združeno kraljestvo: AWSM - .338 Lapua Magnum[10]

## Zanimivosti
Prejšnji rekord v Najdaljšem dokumentiranem ostrostrelskem zadetku je novembra 2009 postavil britanski ostrostrelec Craig Harrison (Household Cavalry), ki je dosegel zadetek na razdalji 2.475 m. Uporabil je L115A3 Long Range Rifle z nabojem .338 Lapua Magnum LockBase B408. Trenutni rekord najdaljšega potrjenega ostrostejskega zadetka je 3,540 metrov, ki ga je leta 2017 v Iraku zadel član Joint Task Force 2 s puško McMillan Tac-50.